# Gare du Vernet-d’Ariège
Gare du Vernet-d'Ariège vasútállomás Franciaországban, Le Vernet településen.

## Vasútvonalak
Az állomást az alábbi vasútvonalak érintik:
- Portet-Saint-Simon–Puigcerdà-vasútvonal

## Kapcsolódó állomások
A vasútállomáshoz az alábbi állomások vannak a legközelebb:
- Gare de Saverdun
- Gare de Pamiers